# Parafia Przenajświętszej Trójcy w Bieńkówce
Parafia Przenajświętszej Trójcy w Bieńkówce – parafia rzymskokatolicka należąca do dekanatu Sułkowice. Została erygowana w 1808.  